# Vrzdenec
Vrzdenec este o localitate din comuna Horjul, Slovenia, cu o populație de 462 de locuitori.